# Estoppel
Estoppel (BrE: [ɪˈstɒpəl], AmE: [ɛˈstɑːpəl]; von engl. to estop, „unterbinden, verhindern“) ist ein Grundsatz im Verfahrens- und materiellen Recht des Common Law, wonach ein an sich bestehender Rechtsanspruch verwirkt und nicht mehr durchsetzbar ist, wenn er im Widerspruch zu bestehender Judikatur, zu vorliegenden Urkunden oder zu den Handlungen des Anspruchinhabers selbst steht, sei es explizit oder nur schlüssig. Estoppel liegt vor, wenn ein Kläger fahrlässig oder vorsätzlich Handlungen unternommen hat, die beim Beklagten falsche Vorstellungen in Bezug auf den bestehenden Anspruch erweckt haben, sodass die spätere Erzwingung der Anspruchserfüllung unbillig wäre. Eine grobe Entsprechung im deutschen Recht und im Völkerrecht ist das Prinzip des venire contra factum proprium.
Ein Beispiel für das Vorliegen eines Estoppel ist die glaubhafte Erklärung eines Gläubigers seinem Schuldner gegenüber, dass die Schuld erlassen sei. In diesem Fall ist dem Gläubiger zu einem späteren Zeitpunkt das Einklagen seiner Forderung verwehrt. Der materielle Rechtsanspruch des Gläubigers besteht zwar weiterhin, seine rechtliche Durchsetzung wird durch Estoppel aber verhindert.
Der Grundsatz des Estoppel hat sich in den verschiedenen Wirkungsgebieten des Common Law unterschiedlich entwickelt, tritt aber hauptsächlich in den folgenden Formen auf:
- estoppel by record: Diese Form tritt meist als issue estoppel, cause of action estoppel oder judicial estoppel auf und bedeutet, dass vorherige rechtliche Verfahren den Parteien den Rechtsweg bei gleichen oder ausreichend ähnlichen Situationen verhindern. Wenn beispielsweise eine Vertragsverletzung vor Gericht verhandelt wurde und ein rechtskräftiges Urteil vorliegt, dann kann dieselbe Vertragsverletzung nicht erneut vor Gericht verhandelt werden. Ebenso binden die Ergebnisse des vorherigen Rechtsstreits beide Parteien, sodass sie vor Gericht später keine dazu im Widerspruch stehenden Tatsachenbehauptungen aufstellen können.
- estoppel by deed: In dieser Variante verhindert Estoppel, dass eine Partei in einem Verfahren Behauptungen aufstellt, die von beiden Parteien bereits anerkannten Beweismitteln widersprechen würden.
- reliance-based estoppels: In dieser Form mit den zwei Unterformen estoppel by representation of fact und equitable estoppel tritt Estoppel am häufigsten auf.
- laches oder estoppel by delay: Diese Form tritt ein, wenn der Anspruchinhaber es versäumt, in angemessener Zeit seinen Anspruch geltend zu machen und ähnelt im Ansatz der Verwirkung.
- promissory estoppel: Hat eine Vertragspartei einen Vertrauenstatbestand geschaffen, indem sie der anderen Partei versichert hat, ein bestimmtes Recht nicht geltend zu machen, kann sie dieses Recht später nicht ausüben.

Das Estoppel-Prinzip findet auch Anwendung im Völkerrecht.